# 87e corps d'armée
Le 87e corps d'armée (en allemand : LXXXVII. Armeekorps) était un corps d'armée de l'armée de terre allemande, la Heer, au sein de la Wehrmacht pendant la Seconde Guerre mondiale.

## Hiérarchie des unités
| Nom          | Nbre d'hommes       | Unités subalternes                | Grade de commandement                 |
| ------------ | ------------------- | --------------------------------- | ------------------------------------- |
| Heeresgruppe | + 300 000           | 2 à + Armeen (Armées)             | Generaloberst ou Generalfeldmarschall |
| Armee        | + 100 000 - 300 000 | 2 à + Armeekorps (Corps d'armées) | General ou Generaloberst              |
| Armeekorps   | + 30 000 - 80 000   | 2 à + Divisionen (Division)       | Generalleutnant ou General            |
| Division     | + 10 000 – 20 000   | 2 à 6 Brigaden (Brigade)          | Generalmajor ou Generalleutnant       |
| Brigade      | + 3 000 – 5 000     | jusqu'à 3 Regimentern (Régiment)  | Oberst ou Generalmajor                |

## Historique
Le Generalkommando LXXXVII. Armeekorps est formé le 5 novembre 1942 en France. 
À la fin de 1943, il est transféré dans le Nord de l'Italie.

Au deuxième semestre de l'année 1944, ce corps est dissous et est absorbé par l'état-major du groupe d'armées Ligurie.

## Organisation

### Commandants successifs
| Date                                | Grade                  | Commandant              |
| ----------------------------------- | ---------------------- | ----------------------- |
| 5 novembre 1942 - 1er août 1943     | General der Artillerie | Erich Marcks            |
| 1er août 1943 - 8 juillet 1944      | General der Infanterie | Gustav-Adolf von Zangen |
| 8 juillet 1944 - 1er septembre 1944 | General der Artillerie | Curt Jahn               |

### Chef des Generalstabes
| Date                         | Grade       | Commandant   |
| ---------------------------- | ----------- | ------------ |
| Novembre 1942 - 10 juin 1943 | Oberst i.G. | Werner Ehrig |
| 10 juin 1943 - 17 mars 1944  | Oberst i.G. | Walter Nagel |

### 1. Generalstabsoffizier (Ia)
| Date                         | Grade               | Commandant             |
| ---------------------------- | ------------------- | ---------------------- |
| Novembre 1942 - Février 1943 | Hauptmann i.G.      | Viktor Ackermann       |
| Février 1943 - Août 1943     | Oberstleutnant i.G. | Dietrich von Witzleben |
| Août 1943 - 17 mars 1944     | Major i.G.          | Fritz Keller           |

## Théâtres d'opérations
- France : Octobre 1942 - Août 1943
- Italie : Août 1943 - Septembre 1944

## Ordre de batailles

### Rattachement d'armées
| Date      | Armée     | Groupe d'armées   |
| --------- | --------- | ----------------- |
| 1942      |           |                   |
| Décembre  | 7e armée  | Groupe d'armées D |
| 1943      |           |                   |
| Janvier   | 7e armée  | Groupe d'armées D |
| Août      | z. Vfg.   | OB Süd            |
| Septembre | z. Vfg.   | Groupe d'armées B |
| Décembre  | 14e armée | Groupe d'armées C |
| 1944      |           |                   |
| Janvier   | 14e armée | Heeresgruppe C    |

### Unités subordonnées

#### Unités organiques
- Arko 187
- Korps-Nachrichten-Abteilung 487
- Korps-Nachschubtruppen 487

#### Unités rattachées
16 novembre 1942
- 161. Infanterie-Division
- 709. Infanterie-Division
- 343. Infanterie-Division

10 décembre 1942
- 346. Infanterie-Division
- 343. Infanterie-Division

7 juillet 1943
- 343. Infanterie-Division
- 346. Infanterie-Division

26 décembre 1943
- 356. Infanterie-Division

## Sources
- LXXXVII. Armeekorps sur Lexikon-der-wehrmacht.de